# Florian Dostál
Florian Dostál (30. srpna 1849 Křelov – 15. srpna 1923 Šternberk) byl rakouský pedagog a politik z Moravy; poslanec Moravského zemského sněmu.

## Biografie
Narodil se roku 1849 v Křelově v rodině domkáře Franze Dostála a jeho ženy Nepomuceny roz. Navrátilové. Působil jako pedagog. Vystudoval reálku a učitelský ústav v Olomouci. Roku 1869 nastoupil jako podučitel do Penčic na Přerovsku. Po dvou letech přešel do Chválkovic u Olomouce. Po dalších dvou letech se vrátil do Penčic, nyní coby řídící učitel, kde setrval až do svého odchodu do penze roku 1900. Byl aktivní ve spolkovém a politickém životě. Už koncem 60. let se angažoval v čtenářském spolku v Penčicích. Roku 1880 podporoval zřízení akciového cukrovaru v Prosenicích a stal se členem výboru této firmy. Podporoval melioraci pozemků a výstavbu silnic. V roce 1886 založil v regionu Penčic osm odboček Národní jednoty pro východní Moravu. Od roku 1894 vlastnil statek ve Velkém Týnci. Byl činný i v Hanáckém akciovém pivovaru v Holici.
Počátkem 20. století se zapojil i do vysoké politiky. V zemských volbách v roce 1906 byl zvolen na Moravský zemský sněm, kde zastupoval kurii venkovských obcí, český obvod Olomouc okolí, Šternberk, Libavá, Dvorec. V roce 1906 se na sněm dostal jako kandidát agrárníků (Českoslovanská strana agrární). Za agrárníky neúspěšně kandidoval i v zemských volbách v roce 1913, ale tehdy ho porazil nezávislý kandidát Tomáš Otáhal.
Zemřel v noci z 15. na 16. srpna 1923 ve Šternberku.